# Supermercados ABC
Os Supermercados ABC foram uma rede de supermercados, com sede na cidade de Petrópolis, Rio de Janeiro, cujo nome empresarial era Abastecedora Brasileira de Cereais LTDA.  Era uma sociedade empresária limitada.

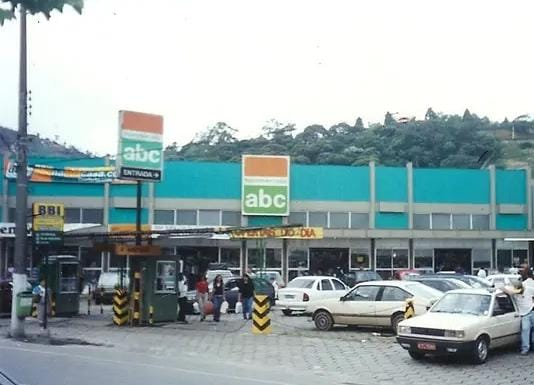
Hipermercados ABC (Abastecedora Brasileira de Cereais Ltda), filial do supermercado no Centro da cidade de Teresópolis, na década de 1990.

## História
Durante longo período teve sua rede de lojas localizada nas regiões Região Serrana e na Região dos Lagos. Ingressou nas cidades do Rio de Janeiro e Niterói em 1996, ao adquirir a rede de supermercados Serra & Mar.
Em 2002 foi incorporada pelos supermercados Sendas. Esta operação foi alvo de questionamentos no CADE, por gerar um monopólio quase total no setor de hipermercados e supermercados em Petrópolis. Entretanto, a operação de aquisição foi aprovada. Logo após ser incorporada pela Sendas, tornou-se propriedade do Grupo Pão de Açúcar em 2004, com a aquisição da Sendas por Abílio Diniz. Seus pontos de vendas e marca foram reposicionados nos mercados em que atua. Suas lojas localizadas no Rio de Janeiro e Niterói passaram para a bandeira Sendas, marcando a retirada da marca na Região Metropolitana do Rio de Janeiro, e as lojas localizadas no interior fluminense se tornaram parte da recém criada bandeira "ABC Barateiro". A inclusão do nome Barateiro marcou o ingresso do Grupo Pão de Açúcar na rede.
Posteriormente, a bandeira Barateiro foi renomeada para CompreBem, mudando o nome para ABC Comprebem. Em 2010, as redes Comprebem e Sendas foram substituídas pelas bandeiras Extra (Hiper e Supermercado) e algumas lojas viraram Pão de Açúcar.